# Wells (Vermont)
Wells – miasto w Stanach Zjednoczonych, w stanie Vermont, w hrabstwie Rutland.